# 立花種秀
立花 種秀(たちばな たねひで、天和元年（1681年） - 宝暦元年6月9日（1751年7月1日）)は江戸時代初中期の旗本。筑後国三池藩主家立花氏の分家。通称は丹下、宮内、監物。養父は立花種澄、実父は南条宗俊（与兵衛）、実母は内藤能登守家臣の今村仁兵衛の娘。正室は種澄の娘。養子は立花達好（立花種久の子）、達好の妻（種澄の娘）、平岡良寛の妻（本家・立花貫長の娘）

## 生涯
伯耆国南条氏の子孫であった南条宜政の子で甲府藩士であった南条宗俊の4男として生まれ、種澄の婿養子となった。宝永元年（1704年）に徳川綱吉に初めて御目見えをし、宝永6年（1709年）に小姓組番士となった。正徳5年10月3日（1715年10月29日）に養父の種澄が死去し、跡を継いだ。寛延3年（1750年）に、老齢により小姓組番士を辞めて、黄金2枚を賜った。
宝暦元年（1751年）に死去。享年71。法名は宗常。墓所は下谷広徳寺。
三池藩主であった立花種長の孫にあたる達好を養子にして、跡を継がせた。